# والابی صخره کوتاه‌گوش
والابی صخره کوتاه‌گوش (نام علمی: Petrogale brachyotis) گونه‌ای کیسه‌دار عضو سرده صخره‌راسوها از تیره درازپایان است که در شمالی‌ترین بخش‌های استرالیا در قلمرو شمالی و استرالیای غربی زندگی می‌کند. والابی صخره کوتاه‌گوش همچون دیگر والابی‌ها شب‌زی و گیاه‌خوار است. این جانور خویشاوندی نزدیکی با مونجون و والابی صخره کوتوله دارد.